# شبنغه
اشبنغه (بالألمانية: Spenge) هي بلدة ألمانية تقع في ألمانيا في هرفورد. يقدر عدد سكانها بـ 15,107 نسمة .